# Elena Gianini Belotti
Elena Gianini Belotti (Roma, 2 dicembre 1929 – Roma, 24 dicembre 2022) è stata una pedagogista e scrittrice italiana, nota per essere stata la prima persona a parlare di sessismo nell'educazione, nel suo saggio Dalla parte delle bambine pubblicato nel 1973.

## Biografia
I genitori, Basilio e Rosa Belotti, erano di origine bergamasca, precisamente della frazione di Abbazia nel comune di Albino in Val Seriana. Ha trascorso l'infanzia e l'adolescenza tra Roma e Bergamo dove la madre, maestra elementare, insegnò per alcuni anni. Dal 1960 al 1982 è stata sposata con il documentarista, direttore della fotografia e maestro del cinema di animazione Giulio Gianini. Dopo un impiego come dattilografa, agli inizi degli anni Cinquanta s'iscrisse alla Scuola Assistenti all'Infanzia Montessoriane (AIM) fondata a Roma, in Palazzo Vidoni, nel 1947 da Adele Costa Gnocchi, allieva di Maria Montessori. Fu chiamata nel 1960, a organizzare e dirigere a Roma il primo Centro Nascita Montessori, incarico mantenuto fino al 1980. Alla fine del 1967, insieme al marito, partì per l'India, nella regione del Gujarat, riuscendo a osservare le scuole montessoriane indiane e a documentare la vita delle donne. In seguito a quell'esperienza indiana, durata quattro mesi, ha scritto un reportage
Nel 1973 ha pubblicato con la casa editrice Feltrinelli il saggio Dalla parte delle bambine, libro che ha avuto un grande e durevole successo, è stato tradotto in moltissime lingue e in breve tempo è diventato una sorta di testo sacro per il mondo femminista. Il libro analizza i condizionamenti cui sono sottoposte bambine e bambini fin dalla nascita e gli stereotipi presenti nel mondo degli adulti che, inevitabilmente, ricadono in quello dell’infanzia.
Nel 1980 ha pubblicato per Rizzoli Prima le donne e i bambini, sempre sul tema dei condizionamenti sociali di genere; nel 1985 Il fiore dell'ibisco ha evidenziato lo stereotipo secondo cui alle donne viene negato il diritto di amare un uomo più giovane. In Pimpì oselì, edito da Feltrinelli nel 1995, ha tratteggiato magistralmente la vita quotidiana dei bambini delle valli bergamasche e delle borgate romane durante il periodo fascista, vista con gli occhi di una bambina, ponendo l'accento sulla durezza della povertà e sulla separazione di genere. 
Nel 1999 con Apri le porte all'alba Elena Belotti ha raccontato la storia di una donna che, dopo alcune relazioni amorose fallimentari, arriva alla conclusione che per le donne della sua generazione la vita coniugale annulla la propria identità. Nel testo si affronta anche il tema della violenza di genere e dei femminicidi. In Adagio poco mosso (1993) sette racconti evidenziano la condizione femminile di alcune caparbie signore in età matura che, dopo un evento luttuoso o una separazione, riescono a ricostruire la propria vita, questa volta in maniera autonoma e accettando i limiti imposti dall'età. Analoghe tematiche riaffiorano in Onda lunga (2013). In Cortocircuito si evidenza come "la società italiana stia cambiando volto con il fenomeno dell'immigrazione e come gli immigrati con le loro storie, le loro tradizioni, usi e costumi sono entrati nelle vite degli italiani che spesso non accettano questa trasformazione della società senza rendersi conto che “senza lo straniero” il nostro Paese si fermerebbe in molte attività". 
Nel 2003 ha pubblicato il romanzo Prima della quiete, sulla triste storia di Italia Donati, maestra elementare vissuta in Toscana nella seconda metà del XIX secolo, morta suicida a causa delle persecuzioni verbali degli abitanti del luogo. Al padre Basilio, emigrante negli Stati Uniti nei primi anni del Novecento, ha dedicato il volume Pane Amaro (2006) e il breve racconto L'ultimo Natale (2012).
Elena Belotti è stata nel 1992 tra le fondatrici del gruppo di scrittrici e giornaliste Controparola di cui fa parte anche, tra le altre, Dacia Maraini.
L'8 marzo 2024 Poste italiane le ha dedicato un francobollo per la serie Il senso civico La forza delle donne, insieme ad Alfonsina Strada e a Maria Plozner Mentil.

## Opere

### Saggistica
- Dalla parte delle bambine. L'influenza dei condizionamenti sociali nella formazione del ruolo femminile nei primi anni di vita, Milano, Feltrinelli, 1973.
- Che razza di ragazza, Roma, Savelli, 1979.
- Prima le donne e i bambini, Milano, Rizzoli, 1980.
- Non di sola madre, Milano, Rizzoli, 1983.
- Amore e pregiudizio. Il tabù dell'età nei rapporti sentimentali, Milano, A. Mondadori, 1988. ISBN 88-04-29846-4.

### Narrativa
- Il fiore dell'ibisco, Rizzoli, 1985. ISBN 88-17-53099-9.
- Adagio un poco mosso, Feltrinelli, 1993. ISBN 88-07-70043-3.
- Pimpì oselì, Feltrinelli, 1995. ISBN 88-07-01488-2.
- Apri le porte all'alba, Feltrinelli, 1999. ISBN 88-07-01548-X.
- Voli, Feltrinelli, 2001, ISBN 88-07-01584-6.
- Prima della quiete. Storia di Italia Donati, Rizzoli, 2003. ISBN 88-17-87222-9.
- Pane amaro. Un immigrato italiano in America, Rizzoli, 2006. ISBN 88-17-00983-0.
- Cortocircuito, Rizzoli, 2008. ISBN 978-88-17-02723-6.
- L'ultimo Natale, Roma, Nottetempo, 2012. ISBN 978-88-7452-362-7.
- Onda lunga, Nottetempo, 2013. ISBN 978-88-7452-449-5.

## Riconoscimenti
- 1985: Premio Napoli per Il fiore dell'ibisco.[8]
- 2001: Premio speciale della Giuria del Premio Rapallo Carige per Voli.
- 2004: Premio Grinzane Cavour e il Premio Viadana per Prima della quiete.[9]